# Boris Golec
Boris Golec, slovenski zgodovinar, * 4. september 1967, Trbovlje.
Po končani celjski gimnaziji se je vpisal na študij zgodovine na Filozofski fakulteti Univerze v Ljubljani. Po diplomi se je kot štipendist avstrijske vlade izpopolnjeval v Gradcu in bil kot mladi raziskovalec zaposlen na Oddelku za zgodovino Pedagoške fakultete v Mariboru. Leta 1997 magistriral in 2000 doktoriral na matičnem oddelku Filozofske fakultete v Ljubljani. Za doktorat je prejel Zlati znak ZRC SAZU. Leta 2001 se je zaposlil na Zgodovinskem inštitutu Milka Kosa ZRC SAZU, z nazivom višji znanstveni delavec?. Leta 2001 je bil izvoljen v naziv docenta za slovensko zgodovino 16.-18. stoletja in arhivistiko. 2006 je docent za področje slovenska in obča zgodovina srednjega novega veka in za področje pomožne zgodovinske vede in arhivistika. Zdajm je znanstveni svetnik in redni profesor. V zadnjem času se posveča tudi biografijam znamenitih Slovencev. 
Raziskuje zgodovino meščanskih naselbin ter socialno in kulturno zgodovino današnjega slovenskega prostora med 16. in 19. stoletjem. V letih 2007-12 je bil predsednik, nato pa podpredsednik Slovenskega društva za preučevanje 18. stoletja. Je soavtor pomembnega Slovenskega zgodovinskega atlasa (2011). Mdr. je urednik inštitutske zbirke Thesaurus Memoriae. 

## Dela
- Zgodovina in razvoj PTT dejavnosti v Zasavju. Trbovlje, 1986
- Rodbina Čop skozi stoletja: družbeni in gospodarski prerez z rodovnikom. Celje, 1986
- Korenine in spomini rodbine Šušterič iz Žalca : rodovnik z družbenim in gospodarskim orisom iz srede 18. stoletja. Ljubljana, 1992.
- Etnično-jezikovna struktura slovenskih celinskih mest do prehoda v novi vek: poskus kvantitativnega ovrednotenja, 2005.
- Ljubljansko škofijsko gospostvo (Pfalz) - zakladnica slovenskih sodnih priseg (1752-1811), 2005.
- Golec, Boris (2005). Ormož v stoletjih mestne avtonomije : posestna, demografska, gospodarska, socialna, etnična in jezikovna podoba mesta ob Dravi : 1331-1849. Ljubljana : Založba ZRC, ZRC SAZU. COBISS 220035840. ISBN 9789616500777.
- Ljubljanski malefični red iz leta 1514 v sodni praksi, 2005.
- Etnično-jezikovna struktura slovenskih celinskih mest do prehoda v novi vek: poskus kvantitativnega ovrednotenja, 2005.
- Neznano in presenetljivo o življenju, družini, smrti, grobu in zapuščini Janeza Vajkarda Valvasorja, 2007.
- Mestna prisežna besedila v slovenskem jeziku do začetka 19. stoletja. Ljubljana, 2009. (COBISS)
- Kdo in od kod je bil pravzaprav Primož Trubar? : Trubarjev novi "rojstni list" in popravljena "osebna izkaznica", 2009.
- Trgi, ki jih ni bilo? Prezrta trška naselja Bele krajine in njen nikoli obstoječit trg, 2010
- Golec, Boris; France M. Dolinar; Aleš Gabrič; Miha Kosi; Tomaž Nabergoj (2011). Slovenski zgodovinski atlas. Ljubljana : Nova revija. COBISS 256791808. ISBN 978-961-6580-89-2.
- Elite v majhnih mestih - Višnja Gora "ab urbe condita" (1478) do terezijanskih reform sredi 18. stoletja, 2011.
- Nedokončana kroatizacija delov vzhodne Slovenije med 16. in 19. stoletjem: po sledeh hrvaškega lingvonima in etnonima v Beli krajini, Kostelu, Prekmurju in Prlekiji, ZRC SAZU, 2012
- Valvasorjeva hiša v Krškem - napačna in prava, 2013
- Primož Trubar: prispevki k življenjepisu, ZRC SAZU, 2014
- Nastanek in razvoj slovenskih pokrajinskih imen z ozirom na identitete prebivalcev, 2014
- Valvasorji: med vzponom, Slavo in zatonom, 2015.
- Zemljiški gospod Janez Vajkard Valvasor in njegov urbar, 2015
- Valvasor: njegove korenine in potomstvo do danes (ZRC SAZU, zbirka Thesaurus Memoriae), 2016
- Vzpon in zaton Dienerspergov: štajersko potomstvo Janeza Vajkarda Valvasorja v luči svojih genealoško-biografskih in spominskih zapisov (1278-1908), 2017.
- Slovenske oporoke in prisežna besedila o oporokah (1671-1850), 2017
- Zadnji Valvasorjevi potomci na Slovenskem: med domoznanstvom, nostalgijo, politiko, umetnostjo in evtanazijo, 2018
- Integracija vzhodnih kristjanov in muslimanov v družbo na Slovenskem med 16. in 19. stoletjem, 2019
- Novonastali zgodnjenovoveški trgi na Kranjskem in njihova identiteta, 2019
- Uradovalna slovenika od začetkov do prelomne srede 19. stoletja, 2020
- Slovenska posebnost - dvorec Podšentjur v Podkumu: od nenavadnega nastanka do desetih rodov rodbine Čop, 2020
- Jurij Dalmatin (ok. 1547–1589) in njegovi: identiteta in družina avtorja prvega popolnega prevoda, 2022
- Manj osvetljene plati življenja Adama Bohoriča (ok. 1524-1601/2) (Novi pogledi na Adama Bohoriča; uredil Marko Jesenšek, 2022)
- Adam Bohorič, Jurij Dalmatin in mesto Krško v 16. stoletju (ZRC SAZU, zbirka Thesaurus Memoriae), 2024